# Europamästerskapen i kortbanesimning 2013
Europamästerskapen i kortbanesimning 2013 var de 21:e europamästerskapen i kortbanesimning och avgjordes i Herning, Danmark i Jyske Bank Boxen från den 12 december till den 15 december 2013. Europamästerskapen i kortbanesimning 2013 var första gången som Danmark arrangerade tävlingarna.

## Resultat

### Herrar
| Gren            | Guld | Guld         | Silver                                                                                        | Silver   | Brons                                                                      | Brons        |
| 50 m frisim     | Vladimir Morozov Ryssland                                                                                         | 20,77        | Marco Orsi Italien                                                                            | 21,00    | Andriy Hovorov Ukraina                                                     | 21,17        |
| 100 m frisim    | Vladimir Morozov Ryssland                                                                                         | 45,96        | Danila Izotov Ryssland                                                                        | 46,41    | Marco Orsi Italien                                                         | 46,49        |
| 200 m frisim    | Danila Izotov Ryssland                                                                                            | 1.41,70      | Nikita Lobintsev Ryssland                                                                     | 1.42,33  | Dominik Kozma Ungern Filippo Magnini Italien                               | 1.43,34      |
| 400 m frisim    | Nikita Lobintsev Ryssland                                                                                         | 3.39,47      | Andrea D'Arrigo Italien                                                                       | 3.40,54  | Velimir Stjepanović Serbien                                                | 3.40,91 0NR0 |
| 1 500 m frisim  | Gergely Gyurta Ungern                                                                                             | 14.30,26     | Pál Joensen Färöarna                                                                          | 14.35,99 | Gabriele Detti Italien                                                     | 14.36,43     |
| 50 m ryggsim    | Jérémy Stravius Frankrike                                                                                         | 23,19        | Christian Diener Tyskland                                                                     | 23,38    | Pavel Sankovitj Belarus                                                    | 23,45        |
| 100 m ryggsim   | Jérémy Stravius Frankrike                                                                                         | 49,74        | Camille Lacourt Frankrike Chris Walker-Hebborn Storbritannien                                 | 50,44    |                                                                            |              |
| 200 m ryggsim   | Radosław Kawęcki Polen                                                                                            | 1.49,42      | Péter Bernek Ungern                                                                           | 1.50,43  | Christian Diener Tyskland                                                  | 1.51,40      |
| 50 m bröstsim   | Damir Dugonjič Slovenien                                                                                          | 26,21        | Giacomo Perez-Dortona Frankrike                                                               | 26,55    | Barry Murphy Irland                                                        | 26,56        |
| 100 m bröstsim  | Dániel Gyurta Ungern                                                                                              | 57,08        | Marco Koch Tyskland                                                                           | 57,14    | Damir Dugonjič Slovenien                                                   | 57,24        |
| 200 m bröstsim  | Dániel Gyurta Ungern                                                                                              | 2.00,72      | Michael Jamieson Storbritannien                                                               | 2.01,43  | Marco Koch Tyskland                                                        | 2.01,62      |
| 50 m fjärilsim  | Andrij Hovorov Ukraina                                                                                            | 22,36        | Steffen Deibler Tyskland                                                                      | 22,41    | Jauhen Tsurkin Belarus                                                     | 22,45        |
| 100 m fjärilsim | Jevgenij Korotysjkin Ryssland                                                                                     | 49,68        | Jérémy Stravius Frankrike                                                                     | 50,09    | Steffen Deibler Tyskland                                                   | 50,23        |
| 200 m fjärilsim | Velimir Stjepanović Serbien                                                                                       | 1.51,27 0NR0 | Paweł Korzeniowski Polen                                                                      | 1.51,36  | Nikolaj Skvortsov Ryssland                                                 | 1.51,62      |
| 100 m medley    | Vladimir Morozov Ryssland                                                                                         | 51,20        | Sergej Fesikov Ryssland                                                                       | 52,23    | Stefano Pizzamiglio Italien                                                | 52,81        |
| 200 m medley    | Philip Heintz Tyskland                                                                                            | 1.53,98      | Simon Sjödin Sverige                                                                          | 1.54,28  | Diogo Carvalho Portugal                                                    | 1.54,89      |
| 400 m medley    | Dávid Verrasztó Ungern                                                                                            | 4.03,48      | Gal Nevo Israel                                                                               | 4.03,50  | Federico Turrini Italien                                                   | 4.03,94      |
| 4×50 m frisim   | Ryssland Vladimir Morozov Sergej Fesikov Jevgenij Lagunov Nikita Konovalov Aleksandr Popkov Vjatjeslav Andrusenko | 1.23,36      | Italien Luca Dotto Federico Bocchia Filippo Magnini Marco Orsi Luca Leonardi Federico Turrini | 1.24,37  | Belgien Jasper Aerents Pieter Timmers François Heersbrandt Yoris Grandjean | 1.24,86      |
| 4×50 m medley   | Italien Stefano Pizzamiglio Francesco Di Lecce Piero Codia Marco Orsi Niccolò Bonacchi Luca Dotto                 | 1.32,83      | Tyskland Christian Diener Hendrik Feldwehr Steffen Deibler Maximilian Oswald                  | 1.33,06  | Belarus Pavel Sankovitj Yury Klemparski Jauhen Tsurkin Artyom Machekin     | 1.34,56      |

### Damer
| Gren            | Guld                                                                                    | Guld               | Silver | Silver       | Brons | Brons   |
| 50 m frisim     | Ranomi Kromowidjojo Nederländerna                                                       | 23,36              | Sarah Sjöström Sverige                                                                                    | 23,79        | Aljaksandra Herasimenja Belarus                                                                                          | 23,83   |
| 100 m frisim    | Ranomi Kromowidjojo Nederländerna                                                       | 51,78              | Sarah Sjöström Sverige                                                                                    | 51,99        | Aljaksandra Herasimenja Belarus                                                                                          | 52,34   |
| 200 m frisim    | Federica Pellegrini Italien                                                             | 1.52,80            | Charlotte Bonnet Frankrike                                                                                | 1.53,26      | Veronika Popova Ryssland                                                                                                 | 1.53,62 |
| 400 m frisim    | Mireia Belmonte Spanien                                                                 | 3.56,14            | Lotte Friis Danmark                                                                                       | 3.58,35      | Federica Pellegrini Italien                                                                                              | 3.58,90 |
| 800 m frisim    | Mireia Belmonte Spanien                                                                 | 8.05,18            | Lotte Friis Danmark                                                                                       | 8.08,68      | Sharon van Rouwendaal Nederländerna                                                                                      | 8.14,24 |
| 50 m ryggsim    | Simona Baumrtová Tjeckien                                                               | 26,26 0NR0         | Aleksandra Urbanczyk Polen                                                                                | 26,31        | Michelle Coleman Sverige                                                                                                 | 26,67   |
| 100 m ryggsim   | Mie Nielsen Danmark                                                                     | 55,99 0MR0, 0ER0   | Simona Baumrtová Tjeckien                                                                                 | 56,28 0NR0   | Daryna Zevina Ukraina | 56,94   |
| 200 m ryggsim   | Daryna Zevina Ukraina                                                                   | 2.02,20            | Simona Baumrtová Tjeckien                                                                                 | 2.03,06 0NR0 | Katinka Hosszú Ungern | 2.03,81 |
| 50 m bröstsim   | Rūta Meilutytė Litauen                                                                  | 29,10 0MR0         | Moniek Nijhuis Nederländerna                                                                              | 29,79        | Jennie Johansson Sverige                                                                                                 | 29,80   |
| 100 m bröstsim  | Rūta Meilutytė Litauen                                                                  | 1.02,92 0MR0       | Rikke Møller Pedersen Danmark                                                                             | 1.04,39      | Jennie Johansson Sverige                                                                                                 | 1.05,13 |
| 200 m bröstsim  | Rikke Møller Pedersen Danmark                                                           | 2.15,21 0MR0, 0ER0 | Vitalina Simonova Ryssland                                                                                | 2.18,88      | Giulia De Ascentis Italien                                                                                               | 2.20,93 |
| 50 m fjärilsim  | Sarah Sjöström Sverige                                                                  | 24,90 0MR0         | Jeanette Ottesen Danmark                                                                                  | 25,03        | Inge Dekker Nederländerna                                                                                                | 25,29   |
| 100 m fjärilsim | Sarah Sjöström Sverige                                                                  | 55,78              | Jemma Lowe Storbritannien                                                                                 | 56,32        | Jeanette Ottesen Danmark                                                                                                 | 56,42   |
| 200 m fjärilsim | Mireia Belmonte Spanien                                                                 | 2.01,52 0MR0, 0ER0 | Franziska Hentke Tyskland                                                                                 | 2.03,47      | Jemma Lowe Storbritannien                                                                                                | 2.04,51 |
| 100 m medley    | Rūta Meilutytė Litauen                                                                  | 57,68 0MR0         | Katinka Hosszú Ungern                                                                                     | 57,96        | Siobhan-Marie O'Connor Storbritannien                                                                                    | 58,26   |
| 200 m medley    | Katinka Hosszú Ungern                                                                   | 2.04,33 0MR0       | Siobhan-Marie O'Connor Storbritannien                                                                     | 2.06,73      | Sophie Allen Storbritannien                                                                                              | 2.06,86 |
| 400 m medley    | Mireia Belmonte Spanien                                                                 | 4.21,23 0MR0       | Katinka Hosszú Ungern                                                                                     | 4.24,69      | Aimee Willmott Storbritannien                                                                                            | 4.25,37 |
| 4×50 m frisim   | Danmark Pernille Blume Jeanette Ottesen Kelly Riber Rasmussen Mie Nielsen Julie Levisen | 1.37,03 0VR0       | Sverige Michelle Coleman Sarah Sjöström Louise Hansson Magdalena Kuras                                    | 1.37,08      | Ryssland Rozalia Nasretdinova Veronika Popova Elizaveta Bazarova Svetlana Knyaginina Mariya Reznikova Svetlana Tjimrova' | 1.37,13 |
| 4×50 m medley   | Danmark Mie Nielsen Rikke Møller Pedersen Jeanette Ottesen Pernille Blume               | 1.44,81            | Sverige Michelle Coleman Jennie Johansson Sarah Sjöström Louise Hansson Josefin Lindkvist Magdalena Kuras | 1.46,08      | Storbritannien Fran Halsall Sophie Allen Jemma Lowe Siobhan-Marie O'Connor                                               | 1.46,56 |

### Mixed
| Gren          | Guld | Guld         | Silver                                                                                           | Silver  | Brons | Brons   |
| 4×50 m frisim | Ryssland Sergej Fesikov Vladimir Morozov Rozalia Nasretdinova Veronika Popova Jevgenij Lagunov Nikita Lobintsev Mariya Reznikova | 1.29,53 0VR0 | Italien Luca Dotto Marco Orsi Silvia Di Pietro Erika Ferraioli Federico Bocchia Giorgia Biondani | 1.30,26 | Nederländerna Inge Dekker Joost Reijns Sebastiaan Verschuren Ranomi Kromowidjojo Tamara van Vliet Maud van der Meer     | 1.30,62 |
| 4×50 m medley | Tyskland Christian Diener Caroline Ruhnau Steffen Deibler Dorothea Brandt Doris Eichhorn Hendrik Feldwehr                        | 1.39,32      | Tjeckien Simona Baumrtová Petr Bartůněk Lucie Svěcená Tomáš Plevko                               | 1.39,54 | Italien Niccolò Bonacchi Francesco Di Lecce Ilaria Bianchi Erika Ferraioli Elena Gemo Silvia Di Pietro Federico Bocchia | 1.39,68 |

## Medaljtabell
*   Värdland ( Danmark)
| Nr                   | Nation               | Guld | Silver | Brons | Totalt |
| -------------------- | -------------------- | ---- | ------ | ----- | ------ |
| 1                    | Ryssland             | 8    | 4      | 3     | 15     |
| 2                    | Ungern               | 5    | 3      | 2     | 10     |
| 3                    | Danmark*             | 4    | 4      | 1     | 9      |
| 4                    | Spanien              | 4    | 0      | 0     | 4      |
| 5                    | Litauen              | 3    | 0      | 0     | 3      |
| 6                    | Sverige              | 2    | 5      | 3     | 10     |
| 6                    | Tyskland             | 2    | 5      | 3     | 10     |
| 8                    | Italien              | 2    | 4      | 8     | 14     |
| 9                    | Frankrike            | 2    | 4      | 0     | 6      |
| 10                   | Nederländerna        | 2    | 1      | 3     | 6      |
| 11                   | Ukraina              | 2    | 0      | 2     | 4      |
| 12                   | Tjeckien             | 1    | 3      | 0     | 4      |
| 13                   | Polen                | 1    | 2      | 0     | 3      |
| 14                   | Serbien              | 1    | 0      | 1     | 2      |
| 14                   | Slovenien            | 1    | 0      | 1     | 2      |
| 16                   | Storbritannien       | 0    | 4      | 5     | 9      |
| 17                   | Färöarna             | 0    | 1      | 0     | 1      |
| 17                   | Israel               | 0    | 1      | 0     | 1      |
| 19                   | Belarus              | 0    | 0      | 5     | 5      |
| 20                   | Belgien              | 0    | 0      | 1     | 1      |
| 20                   | Irland               | 0    | 0      | 1     | 1      |
| 20                   | Portugal             | 0    | 0      | 1     | 1      |
| Totalt (22 nationer) | Totalt (22 nationer) | 40   | 41     | 40    | 121    |

Den 13 maj 2014 blev ryska Julia Jefimova dopingavstängd och blev av med fyra guld- och en silvermedalj. Även ryske Vitalij Melnikov blev avstängd i maj 2015 och blev av med ett indivudellt silver samt två guld i lagkapp för Ryssland.